# Quinta Gameros
A Quinta Gameros a mexikói Chihuahua állam fővárosának, Chihuahuának az egyik műemléképülete, ma egyetemi kulturális központként működik.

## Története
A területet, ahol ma az épület áll, 1907. február 18-án adta el 4000 ezüstpesóért Gustavo Zork Manuel Gameros Ronquillónak. Gameros 1904-ben egy Európai úton járt, többek között Franciaország déli részén is, ott pedig meglátott egy art nouveau stílusban épült házat, ami nagyon megtetszett neki, és elhatározta, hogy Chihuahuában is felépít egy hasonlót. Az építkezés 1907 októberében kezdődött meg a Mexikóvárosban működő kolumbiai nagykövetség egyik munkatársának, Julio Corredor Latorrének a tervei alapján, akit Gameros előtte egy franciaországi tanulmányútra is elküldött. Az építkezés legnagyobb része 1910 végére, a mexikói forradalom kitörésére már elkészült.
1913 decemberében Pancho Villa csapatai elfoglalták a várost, az épület is a forradalmárok kezére került, a következő év áprilisában pedig itt rendezte be rezidenciáját a forradalom egyik vezére, a kormányzóval, Manuel Chaóval is jó kapcsolatban álló Venustiano Carranza. Villa fontos katonai győzelmek után Chihuahuában találkozott Carranzával, aki arra kérte, hogy amikor hamarosan Ciudad Juárezbe utazik, ne tegyen nyilatkozatokat Veracruz napokban történt amerikai megszállásával kapcsolatban. Villa azonban mégis tett ilyen nyilatkozatokat, ezért Carranza hamarosan berendelte őt a Quinta Gamerosba, hogy elbeszélgessen vele. Ez volt az egyik oka a két vezér kiéleződő ellentétének, amely hamarosan odáig vezetett, hogy Villa katonái majdnem megtámadták a Quinta Gamerost is. A forradalom későbbi szakaszaiban működött az épületben börtön, sőt, egy időre Villa rezidenciájaként is szolgált.
1921-től 1926 szeptemberéig a Russek–Gameros házaspár élt a házban, 1926. november 9-én pedig az államnak adták el. Azóta működött igazságügyi és közoktatási palotaként, rádióállomásként, a víz- és útügyi tanács központjaként és ideiglenes kórházként is. 1954 decemberében a Chihuahuai Egyetem rektori hivatala került az épületbe, valamint építőmérnöki, jogi és zenei iskolák, de 1958-ban a rektori hivatal új helyre költözött. 1958. május 9-én Teófilo Borunda kormányzó szerződést kötött az egyetemmel, ami alapján a Quinta Gamerosban rendezhették be az állami regionális múzeumot. Az ásványgyűjteményt, régi festményeket, egyházi öltözékeket és az indián kultúra régészeti leleteit is bemutató kiállítást 1961. november 22-én a köztársaság elnöke, Adolfo López Mateos avatta fel. 1968. október 19-étől, amikor az egyetem autonómiát kapott, az épület is egyetemi érdekeltségbe került, majd egy 1971-es megállapodás alapján a Requena-bútorgyűjtemény is ide került. 1991 szeptemberében új nevet kapott: azóta múzeum helyett egyetemi kulturális központnak nevezik: hivatalos neve Centro Cultural Universitario Quinta Gameros. 2000. december 22-e óta nemzeti műemlék.

## Az épület
A körülbelül 1000 m²-es épületet három oldalról park veszi körül. A kerítés főkapuján belépve két márványlépcső vezet fel a bejárathoz, ezeket két-két női alak szobra díszíti, a mellettük álló oszlopok tartják az emeleti erkélyt. Az épület külsejét rengeteg, növényi, állati és emberi alakokat ábrázoló faragott díszítés borítja. A ház belül négy szintes, ebbe bele van számítva a tetőtér és egy pince is. Belépve a fő terembe, egy szintén két lépcsőt tartalmazó lépcsőházba érkezünk, amelyet egy hatalmas festett üvegablak világít meg. Az emeleten étkező, szobák és egy fogadások rendezésére is alkalmas nagyterem helyezkedik el, valamint egy faragott fakorlátú körfolyosó. Az ajtók és ablakok mindenütt műasztalosipari remekek, a falakat európai művészek olajfestményei és faragványai díszítik.